# Kákonyi Csilla
Kákonyi Csilla (Radnót, 1940. május 28. – ) erdélyi magyar képzőművész.

## Életpályája
Kákonyi Csilla 1940-ben született Radnóton, Marosvásárhely mellett.
A művészethez való vonzódását főként édesapjától (Kákonyi József) örökölte, aki ötvösművészként, rajztanárként dolgozott. A mindennapos közeg, melyben felnőtt, telve volt kultúrával, zenével, és mindez a jövőbeli irányultságát nagyban meghatározta. Szakmai tanulmányait a marosvásárhelyi Művészeti Líceumban kezdte, majd 1966-ban a kolozsvári Ion Andreescu Képzőművészeti Akadémián szerzett diplomát. Már marosvásárhelyi évei alatt mély benyomást tett rá az őt körülvevő miliő, főként a város szecessziós Kultúrpalotája, ahol szakóráit töltötte. Akadémiai évei Kolozsváron, a város pezsgő szellemi életében teltek, melyek mély nyomot hagytak későbbi munkásságában.
Diplomázása után rövid ideig rajztanárként dolgozott, majd visszakerült Marosvásárhelyre, az akkori időszak egyik legfőbb képzőművészeti központjába, ahol művészete kibontakozhatott.
1966-tól rendszeresen kiállító művész. Rengeteg egyéni és csoportos kiállításon vett részt. Európa nagy múzeumaiba csak az 1970-es évek végén volt alkalma eljutni, ahol többek között Pieter Bruegel, Hieronymus Bosch festményei, figurái, kompozíciói ejtették ámulatba. Ezek a hatások felismerhetőek Kákonyi Csilla munkáin is, ahol groteszk alakokkal, meghökkentő jelenetekkel, abszurd társításokkal többször is találkozhatunk. Festményei drámai alaphangú társadalmi-emberi tartalmakat kifejező, szimbolikus, figuratív kompozíciók.
A művész képein sokszor párhuzamos dimenziókat jelenít meg, egyszerre több síkban ábrázol, néhol kollázsszerűen egymásra építve a képek tartalmi elemeit. Alkotásaira jellemzőek a sötét tónusok, árad belőlük a drámaiság, a feszültség, az irracionális és szürreális világ lecsapódása. Témáit nem nevezhetjük könnyednek, nagy mélységeket tárnak fel, gyakran társadalmi, politikai helyzetek elevenednek meg a vásznain, hol nyíltabban, hol burkoltabban. Felfedezhetjük rajtuk a jó és a rossz, a fény és a sötétség állandó küzdelmét.
Alkotóévei során nagyon egyedi, jellegzetes művészi eszköztárat hozott létre. Saját szellemi közegét mindig megtartotta, soha nem tévedt el a modern művészet útvesztőiben. Ma is nagy szellemi energiával alkot, tervekkel, ötletekkel telve gyarapítja tovább életművét.

## Ars poetica
"Ha a valóságról való tudását, tapasztalatát a művész nagy szenvedéllyel éli át, akkor létrejön a valóság és személyisége között az a fúzió, amelynek hőfoka a megélt valóságot, az élményt látomássá, műalkotássá izzítja. Az így létrejövő festmény anyagában a gondolat, a szellemi kinyilatkoztatás testesül meg. Inkarnáció, melynek során a vászon és festék képessé válhat bejáratot nyitni egy anyagtalan szellemi világba, ami körülveszi az embert, anélkül, hogy azt megragadhatná... -- a zenéhez, vagy a költészethez hasonlóan.
Munkám során arra törekszem, azt szeretném elérni, hogy a néző, az emberek ne maradjanak kívül a "történeteimen", hanem bevonzza őket a látvány és tartalom. Hiszen mindnyájan érintettek vagyunk és felelősek mindenért, ami velünk történik ezen a Földön. "

## Díjak, kitüntetések, tagságok
- 2017, Kőrösi Csoma Sándor-díj, Sepsiszentgyörgy
- 2016, Szolnay Sándor-díj, EMKE, Kolozsvár
- 2015, Pro Cultura-díj, Marosvásárhely
- 2014, Szervátiusz-díj, Budapest
- 2004, Kulturális Érdemrend Tiszti Keresztje, Bukarest
- 2004, 1999, a gyergyószárhegyi nemzetközi Alkotótábor kitüntetései
- 2002-től tagja a Magyar Alkotóművészek Országos Egyesületének
- 1992 alapító tagja a Kolozsváron újjáalakult Barabás Miklós Céhnek
- 1990-től tagja a Magyar Képzőművészek és Iparművészek Társaságának
- 1970-től tagja a Képzőművészek Romániai Szövetségének (U.A.P.)

## Egyéni kiállítások
- 2022, Budapest, Budapesti Unitárius Egyházközség belvárosi kiállítóterme
- 2020, Marosvásárhely, Bernády Művelődési Központ
- 2016, Sepsiszentgyörgy, Erdélyi Művészeti Központ
- 2015, Budapest, Kárpát-haza Galéria
- 2015, Csíkszereda, Magyarország Főkonzulátusa
- 2015, Kecskemét, Bozsó Gyűjtemény
- 2014, Budapest, Budai Vár, Magyarság Háza
- 2014, Marosvásárhely, Bernády Művelődési Központ
- 2011, Marosvásárhely, Kultúrpalota, gyűjteményes kiállítás
- 2010, Kolozsvár, Barabás Miklós Céh galériája
- 2009, Székelyudvarhely, Haáz Rezső Múzeum
- 2005, Szászrégen, DIO-Ház
- 2004, Bukarest, Magyar Kulturális Központ
- 2003, Marosvásárhely, Bernády Művelődési Központ
- 2002, Gyergyószentmiklós, Pro Art Galéria
- 2000, Zalaegerszeg, Városi Hangverseny-és Kiállítóterem
- 1999, Budapest, Vármegye Galéria
- 1999, Veszprém, Egyetemi Aula
- 1999, Pápa, Református Kollégium Díszterme
- 1997, Marosvásárhely, Bernády Művelődési Központ
- 1996, Marosvásárhely, Vártemplom, Gótikus Terem
- 1995, Sopron, Várkerület Galéria
- 1995, Kolozsvár, Gy.Szabó Galéria
- 1994, Csíkszereda, Golden Galéria
- 1993, Gödöllő, Városi Galéria
- 1992, Karcag, Déryné Művelődési Központ
- 1992, Nyíregyháza, Képcsarnok
- 1990, Bécs (Ausztria), Alpha Galéria
- 1990, Budapest, Bartók 32 Galéria
- 1990, Nyíregyháza, Városi Galéria
- 1989, Székelykeresztúr, Városi Múzeum
- 1988, Iserlohn, Németország
- 1984, Marosvásárhely, Kultúrpalota
- 1977, Radnót, Művelődési Ház
- 1976, Marosvásárhely, Új Élet Galéria
- 1976, Székelyudvarhely, Művelődési Ház
- 1975, Szászrégen, Művelődési Ház
- 1974, Szováta, Művelődési Ház

## Csoportos kiállítások
- 2022 "Varsági Műhely" Skandináviában című vándorkiállítás, Stockholm, Helsinki, Tampere, Lahti, Jönköping, Ljundby, Uppsala, Koppenhága
- 2022 "Egy újratöltött szellemiség" című kiállítás, Gödöllői Királyi Kastély (2022. április 9-től július 14-ig)
- 2021 Szárhegyi Gyűjtemény, Bernády Művelődési Központ, Marosvásárhely
- 2017 Szépművészeti Múzeum Kolozsvár
- 2017 "Fény és árnyék" című kiállítás, Kovászna
- 2017-1966 minden évben részt vesz a marosvásárhelyi Kultúrpalotában évente megrendezett nagy megyei képzőművészeti kiállításokon
- 2017-2012 "egy falatnyi Erdély" világkörüli csoportos vándorkiállítás, Zürich, Stuttgart, Ulm, Freiburg, Karlsruhe, Genf, Hamburg, Göteborg, Stockholm, Halmstadt, Helsinki, Turku, Tampere, Amszterdam, Toronto, Cambridge, Hamilton, Windsor, Montreal, Ottawa, Vancouver, Kelowna, Calgary, Edmonton, Cleveland
- 2015-2019 "Boldogasszony" vándorkiállítás a Kárpát medencében valamint Róma(Vatikán), Brüsszel, Budapest
- 2015, Marosvásárhely, Bernády Ház, a Barabás Miklós Céh csoportkiállítása
- 2014, Marosvásárhely, Kultúrpalota, képzőművészeti "Téli Szalon" kiállítás
- 2010, Sepsiszentgyörgy, a Barabás Miklós Céh 80 éves jubileumi kiállítása
- 2010-2004 Gyergyóalfalu és Gyergyószárhegy alkotótáborainak zárókiállítása
- 2004-2002, Kolozsvár, a Barabás Miklós Céh kiállítása
- 2000-1999, Gyergyószárhegy, Alkotótábor kiállítása
- 1998, Kolozsvár, a Barabás Miklós Céh kiállítása
- 1997, Marosvásárhely, a Barabás Miklós Céh kiállítása
- 1997, Hortobágy, a nemzetközi Alkotótábor kiállítása
- 1996, Budapest, Magyarok Világszövetsége Székháza, képzőművészeti kiállítás
- 1996, Kolozsvár, Barabás Miklós Céh kiállítása
- 1996, Makó, a művésztelep zárókiállítása
- 1995, Marosvásárhely, Kultúrpalota, erdélyi magyar képzőművészek kiállítása
- 1995, Budapest, Vármegye Galéria, marosvásárhelyi művészek kiállítása
- 1994, Dombóvár, "13+1 erdélyi képzőművész" kiállítása
- 1994, Kaposvár, "Corpus a Kárpát-medencében"c. kiállítás
- 1993, Zalaegerszeg, "13+1 erdélyi képzőművész" kiállítása
- 1992, Debrecen, Nyíregyháza, Szarvas, "13+1 erdélyi képzőművész" kiállítása
- 1991, Gyergyószárhegy, az Alkotótábor kiállítása
- 1990, Washington , erdélyi magyar képzőművészek csoportos kiállítása
- 1988, Iserlohn (Németország), nemzetközi Alkotótábor kiállítása
- 1988, Pittsbourgh, Philadelphia, Washington, erdélyi magyar képzőművészek
- 1986, Kolozsvár, megyeközi kiállítás
- 1982, Bukarest, Dalles terem, országos képzőművészeti kiállítás
- 1981, Kolozsvár, megyeközi kiállítás
- 1979, Bukarest, Dalles terem, országos képzőművészeti biennálé
- 1978, Marosvásárhely, Kultúrpalota, "Álom és világ" c. kiállítás
- 1977, Gyergyószárhegy, az Alkotótábor kiállítása
- 1975, Bukarest, Dalles terem, országos képzőművészeti biennálé
- 1971, Szatmár, Maros megyei képzőművészek kiállítása
- 1970, Bukarest, országos képzőművészeti kiállítás
- 1968, Bukarest, Maros megyei képzőművészek kiállítása

## Kötetei
- Kákonyi Csilla Erdélyi Művészeti Központ, Sepsiszentgyörgy, 2016. július 8–augusztus 7.; katalógusszerk. Vécsi Nagy Zoltán; Erdélyi Művészeti Központ Egyesület, Sepsiszentgyörgy, 2016
- Kákonyi Csilla; bev. Nagy Miklós Kund, szerk. Bálint Zsigmond; Exit, Kolozsvár, 2020

## Önálló albumok, könyvek, egyéb megjelent írások
- NAGY MIKLÓS KUND: Kákonyi Csilla album, Exit Kiadó, Kolozsvár, 2020 (KÖNYV)
- NOVOTNY TIHAMÉR: Fényfakasztó festészet, Kortárs – irodalmi és művészeti folyóirat, Budapest, 2020/4
- NAGY BOTOND: A lélek nyomában, Népújság, Marosvásárhely, 2014.10.25.
- NÉMETH JÚLIA: A döbbenet mögötti szépség, Szabadság, Kolozsvár, 2010.05.11.
- NAGY MIKLÓS KUND: Műterem. Beszélgetés huszonegy Maros megyei képzőművésszel. Impress Kiadó, Marosvásárhely, 1998
- JÁNOSHÁZY GYÖRGY: Kákonyi Csilla album, Mentor Kiadó, Marosvásárhely, 1999 (KÖNYV)
- ZÖLD L.: A víz szalad, a kő marad: A gyergyószárhegyi Barátság képzőművészeti alkotótábor 25 éve, 1974-1999. Székelyudvarhely, 1999
- NAGY MIKLÓS KUND: Az ártatlanság kiszolgáltatottsága. Beszélgetés Kákonyi Csilla festőművész marosvásárhelyi műtermében. Erdélyi Művészet, 2001/3.
- BANNER ZOLTÁN (szerk.): Szó, eszme, látvány (1920-2000). Mentor Kiadó, Marosvásárhely, 2002
- SZATMÁRI L.: A modern misztikus. Kákonyi Csilla olajfestményei. Művelődés, 2003/ június–szeptember
- BARABÁS I.: Titkok nyomában. Kákonyi Csilla bukaresti kiállítása. Romániai Magyar Szó , 2004. december 7.
- JÁNOSHÁZY GYÖRGY: Az öröm illan…(Kákonyi Csilla festményeiről). Székelyföld, 2007/7.
- VERES P.: Figuratív elkötelezettség és humanista hitvallás (Beszélgetés Kákonyi Csillával). Erdélyi Művészet, 2010/1.
- BODOLAI Gy.: Vízió és valóság. Vendégségben Kákonyi Csillánál és Bálint Zsigmondnál. Népújság, 2010. április 29.
- NÉMETH J.: A döbbenet mögötti szépség. Kákonyi Csilla kiállítása a Barabás Miklós Galériában. Szabadság, Archiválva 2016. november 30-i dátummal a Wayback Machine-ben 2010. május 11.
- BANNER ZOLTÁN: Kákonyi Csilla. Pallas-Akadémia Kiadó, Csíkszereda, 2011 (Élet-jelek sorozat)